# 酒井隆
酒井 隆（さかい たかし、1887年（明治20年）10月18日 - 1946年（昭和21年）9月30日）は、日本の陸軍軍人。最終階級は陸軍中将。太平洋戦争勃発時に第23軍司令官として香港を攻略した。のち、このときの虐殺事件で戦犯となり死刑となる。

## 略歴

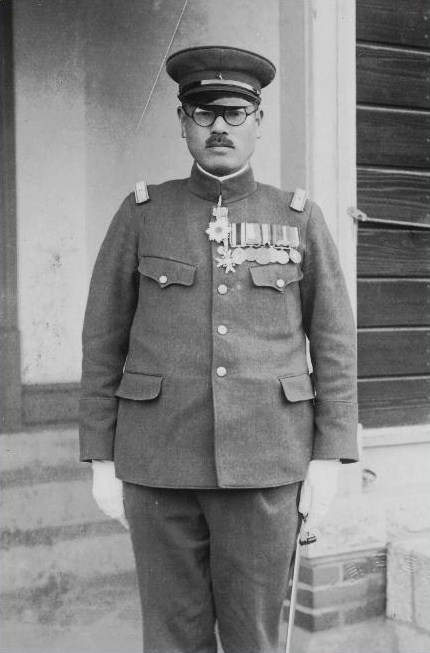
陸軍少将時代の酒井。

広島県賀茂郡原村（現・東広島市）出身。神戸一中（現・神戸高等学校）、大阪陸軍地方幼年学校、 中央幼年学校本科を経て 、1908年（明治41年）陸軍士官学校（20期）を卒業し、同年歩兵第38連隊付少尉に任官した。1916年（大正5年）には陸軍大学校（28期）も卒業している。 1924年（大正13年）少佐。1928年3月の済南事件では、済南で日本人280人が虐殺されたとのデマ報道が日本で一時流れたが、これは当時済南で駐在武官となっていた彼が日本軍の大量出兵を目論み、画策したものではないかとの見方がある。その後も 1928年（昭和3年）中佐、1932年（昭和7年）大佐と昇進を重ね、1934年（昭和9年）8月から1935年（昭和10年）12月まで支那駐屯軍参謀長に任じられる。その間の昭和10年5月には陸軍中央からの命令なしの独断で行動し、勝手に軍を展開させて中国政府を威嚇、河北省周辺からの国民党軍撤退等を要求し、これを梅津・何応欽協定にて翌月に認めさせるなどを行った。
1936年（昭和11年）、歩兵第23連隊長に就任した。1937年（昭和12年）、少将任官と同時に歩兵第28旅団長となり、張家口特務機関長、興亜院蒙疆連絡部長官などを経て1939年（昭和14年）中将に昇進。 1941年（昭和16年）11月、第23軍司令官に任命され、同年12月、イギリス領香港攻略作戦を指揮した。1942年（昭和17年）2月20日に磯谷廉介陸軍中将が香港総督として着任するまで香港軍政庁長官の地位にあった。1943年（昭和18年）4月、予備役に編入され、 1945年（昭和20年）2月、北平に酒井機関を設置したが、間もなく終戦となり、同年12月、国民政府に戦犯容疑で逮捕された。 1946年（昭和21年）8月27日、南京軍事法廷で俘虜及び民間人の殺害・強姦の罪により死刑判決、同年9月30日、南京雨花台で銃殺刑に処された。享年60。
酒井は、駐中華民国公使館の副武官、参謀本部作戦部中国課課長、支那駐屯軍参謀長、香港軍政庁長官、北京の特務機関長などを歴任し、陸軍きっての中国通としても知られた。

## 香港攻略作戦
酒井隆中将は1941年（昭和16年）12月2日、香港攻略命令を受けた。指揮下の第23軍は第38師団（師団長、佐野忠義中将）が主力部隊で、第1砲兵隊や第66連隊、飛行第45戦隊が属していた。これに対する英軍側は香港総督サー・マーク・エイチソン・ヤングを総指揮官とし、香港駐屯軍司令官クリストファー・M・マルトビー少将が率いる香港歩兵旅団、 カナダ旅団、ロイヤル砲兵隊、香港義勇軍の計1万2000人である。
英軍は九竜半島北部の高地にトーチカ陣地を構築して第一線防衛線とし、香港島には堅固な砲台を設けて日本軍の上陸を阻止する体制であった。しかし制海権・制空権を握る日本軍が優勢であり、香港防衛軍側は180万人の過密人口を抱え、給水の困難という弱点があった。
酒井中将は12月9日指揮下部隊に攻撃準備を命令したが、約1週間の進攻準備期間を設けていた。ところが12月10日九竜半島北部の高地を偵察中の歩兵第228連隊の一中隊（若林東一中尉指揮）が独断で手薄な敵陣地に突入し、これを契機に同連隊が攻撃を開始、第38師団全体もつられるように敵防衛線を突破してしまった。このため12月13日には日本軍は九竜半島全域を占領、英軍は香港島に後退した。
酒井中将は二度にわたって降伏を勧告したが、ヤング総督はこれを拒絶、12月18日、日本軍は一挙に香港島東北部に上陸した。英軍は堅固な香港島要塞によってなおも抵抗を続けたが、12月21日、日本軍は貯水池を占領し、給水を絶たれた英軍は12月25日に至って降伏した。日本軍の損害は戦死683人、戦傷1413人であった。
この香港攻略戦時、日本軍兵士らによる多数の香港住民・英軍兵捕虜らに対する虐殺が起こり、戦後に国民政府により戦犯に問われ、死刑となる原因となった。

## 栄典
位階
- 1909年（明治42年）3月1日 - 正八位
- 1912年（明治45年）3月1日 - 従七位
- 1917年（大正6年）3月20日 - 正七位
- 1922年（大正11年）4月20日 - 従六位
- 1927年（昭和2年）5月16日 - 正六位
- 1937年（昭和12年）5月1日 - 正五位
- 1940年（昭和15年）5月15日 - 従四位
- 1942年（昭和17年）6月1日 - 正四位

勲章等
- 1940年（昭和15年）8月15日 - 紀元二千六百年祝典記念章[8]
- 1942年（昭和17年）1月14日  - 勲一等瑞宝章[9]

外国勲章佩用允許
- 1941年（昭和16年）12月9日 - 満洲国：建国神廟創建記念章[10]